# Lee Je-hoon
Đây là một tên người Triều Tiên, họ là Lee.
Lee Je-hoon (tiếng Hàn: 이제훈; sinh ngày 4 tháng 7 năm 1984) là nam diễn viên người Hàn Quốc. Anh bắt đầu sự nghiệp diễn viên của mình trong các phim độc lập, sau đó xuất hiện trong các phim điện ảnh như: The Front Line, Architecture 101, My Paparotti và các phim truyền hình thông qua các vai diễn: Lee Seon - Secret Door (2014), Park Hae-young - Signal (2016) Jo Sang-gu - Move to Heaven (2021) và Kim Do-gi -  Taxi Driver 1 (2021) và Taxi Driver 2 (2023).

## Sự nghiệp
Khi Lee Je-hoon nhận ra mình muốn theo nghiệp diễn xuất, anh đã từ bỏ ngành Công nghệ sinh học tại Đại học Korea để học tại Đại học Nghệ thuật Quốc gia Seoul. Từ năm 2006 đến năm 2010, Lee Je-hoon đóng hơn 18 vai học sinh trong các phim ngắn và phim indie, đáng chú ý là Just Friends? - một bộ phim đề tài đồng tính của đạo diễn Kim Jo Gwang-soo và các vai phụ trong các phim điện ảnh như: The Servant, Finding Mr. Destiny.
Năm 2011 được xem là một năm đột phá của Lee Je-hoon, diễn xuất của anh được đánh giá cao trong Bleak Night với những chuyển biến tâm lý phức tạp của một nam sinh trung học. Bên cạnh đó, anh trở thành đại úy Shin sống bằng morphine sau sang chấn tâm lý của chiến tranh trong The Front Line.
Năm 2012, Lee Je-hoon được biết đến rộng rãi qua vai diễn sinh viên nhút nhát với tình đầu của mình trong Architecture 101 - một bộ phim điện ảnh vô cùng thành công về doanh thu. Anh cũng rất thành công ở mảng phim truyền hình khi trong vai chaebol nỗ lực vực dậy nền công nghiệp thời trang của Hàn Quốc trong Fashion King.
Năm 2013, phim điện ảnh My Paparotti ra mắt là sự hợp tác của Lee Je-hoon với diễn viên kì cựu Han Suk-kyu, anh trong vai một học sinh cấp 3 làm việc cho băng đảng xã hội đen có niềm đam mê Opera với ước mơ sẽ trở thành nghệ sĩ hát Opera như Luciano Pavarotti.
Sau khi hoàn thành quá trình quay Ghost Sweepers và lồng tiếng cho nhân vật Jack Frost trong phiên bản Rise of the Guardians Hàn Quốc, Lee Je-hoon thực hiện nghĩa vụ quân sự vào ngày 25/10/2012 phục vụ cho Cơ quan Cảnh sát thành phố Seoul. Anh xuất ngũ vào ngày 24/7/2014.
Lee Je-hoon bắt đầu trở lại sau 2 năm bằng phim truyền hình Secret Door - bộ phim tái diễn lịch sử chính trị gây ra nhiều tranh cãi về cái chết của Thái tử SaDo, đây là lần hợp tác thứ hai của anh với diễn viên Han Suk-kyu.
Sau phim truyền hình Signal gây sốt tại Hàn Quốc đầu năm 2016, Lee Je-hoon cũng sẽ tái xuất màn ảnh rộng qua Phantom Dectective với vai thám tử Hong Gil-dong.
Năm 2017, Lee Je-hoon đóng vai chính trong bộ phim truyền hình lãng mạn Tomorrow With You cùng với Shin Min-ah, trong vai CEO của một công ty bất động sản có khả năng du hành qua thời gian. Sau đó, anh đóng vai chính trong bộ phim điện ảnh Anarchist from Colony do Lee Joon-ik làm đạo diễn, trong vai Park Yeol - một nhà yêu nước sống dưới thời khi Hàn Quốc còn là thuộc địa của Nhật Bản. Cùng năm đó, anh hợp tác cùng diễn viên kì cựu Na Moon-he  trong bộ phim điện ảnh I Can Speak, anh trong vai một công chức kiêm người dạy tiếng anh.
Năm 2020, Lee Je-hoon tham gia bộ phim điện ảnh Time to hunt của đạo diễn Yoon Sung-hyun, cùng với Choi Woo-sik, Park Hae-soo và Park Jung-min, kể về một phi vụ cướp tiền và những màn rượt đuổi gay cấn. Cùng năm, anh tham gia Collectors, với vai diễn là một gã chuyên lừa đảo và trộm mộ lấy cắp cổ vật, giờ dấn thân vào một phi vụ mới.
Năm 2021 đánh dấu bước tiến triển đáng ghi nhận ở mảng truyền hình khi Lee Je-hoon tham gia 2 bộ phim Taxi Driver và Move to Heaven gây được nhiều sự chú ý và đánh giá cao từ khán giả. Trong đó, ở Taxi Driver, nhân vật Kim Do-gi - Lee Je-hoon vào vai một tài xế taxi cao cấp thuộc công ty Taxi Cầu Vồng. Hãng taxi đặc biệt này chuyên đảm nhận việc trả thù hộ những người yếu thế bất hạnh trong xã hội với niềm tin công lý tự tay mình thực hiện. Đồng hành cùng Kim Do-gi là các đồng đội tại Taxi Cầy Vồng trên hành trình đòi lại trả thù, đòi lại công lý cho những người kẻ tàn ác từng hãm hại họ.
Ngược lại, Cho Sang-gu trong Move to Heaven  là một người chú vừa ra tù và buộc trở thành người giám hộ cho cháu trai mình theo di nguyện của người anh đã mất. Việc trở thành người giám hộ bất đắc dĩ với người cháu sau nhiều năm thất lạc đã tạo nên nhiều tình huống dở khóc dở cười giữa họ.   Nhân vật Cho Sang-gu đã có sự phát triển nhân vật mạnh mẽ qua từng tập phim và được người xem đặc biệt yêu thích.

## Danh sách phim

### Phim điện ảnh
| Năm  | Tiêu đề                     | Vai diễn                    | Ghi chú                                           |
| ---- | --------------------------- | --------------------------- | ------------------------------------------------- |
| 2006 | Truth, Litmus               | Sin Woo                     | Phim ngắn                                         |
| 2007 | They Live by Night          | Shin Lee Yeong              | Phim ngắn                                         |
| 2007 | Placebo                     |                             | Phim ngắn                                         |
| 2007 | Small Town Rivals           | Bạn của Chun-sam            |                                                   |
| 2008 | One Smoky Day               | Kang Eun Ho                 |                                                   |
| 2008 | Oh Man                      | Hero                        | Phim ngắn                                         |
| 2008 | Holy Vacation               | Kang Young-woon             | Phim ngắn                                         |
| 2009 | Just Friends?               | Seok-i                      | Phim ngắn                                         |
| 2009 | Language Life               | Kyung-min                   | Phim ngắn                                         |
| 2009 | When Winter Comes           |                             | Phim ngắn                                         |
| 2009 | The Pit and the Pendulum    | Sang-tae trong quá khứ      |                                                   |
| 2010 | The Influence               | King Soon Jong              | Phim quảng cáo                                    |
| 2010 | The Servant                 |                             | Người may Hanbok                                  |
| 2010 | Finding Mr. Destiny         | Woo-hyung                   |                                                   |
| 2010 | Maldives Express            | Eun-seok                    | Phim ngắn                                         |
| 2010 | A Dog Came Into My Flash    | Son/Twenty-something man    | Phim ngắn                                         |
| 2010 | Miss Communication          | Người thiết kế sách         | Phim ngắn                                         |
| 2010 | Ghost (Be With Me)          | Kim Se-young                | Segment: "Tarot 3. The Unseen"                    |
| 2011 | Bleak Night                 | Ki-tae                      |                                                   |
| 2011 | The Front Line              | Đại úy Shin Il-young        |                                                   |
| 2012 | Architecture 101            | Lee Seung-min trong quá khứ |                                                   |
| 2012 | Ghost Sweepers              | Park Seok-hyun              |                                                   |
| 2012 | Rise of the Guardians       | Jack Frost (Lồng tiếng)     | Hoạt Hình; Tiếng Hàn Quốc                         |
| 2013 | An Ethics Lesson            | Kim Jung-hoon               |                                                   |
| 2013 | My Paparotti                | Lee Jang-ho                 |                                                   |
| 2013 | 늦은 후...愛                |                             | Phim ngắn (SMPA PSA); Vai trò: Trợ lý đạo diễn    |
| 2016 | Phantom Detective           | Hong Gil-dong               |                                                   |
| 2017 | Anarchist from Colony       | Park Yeol                   |                                                   |
| 2017 | I Can Speak                 | Park Min-jae                |                                                   |
| 2018 | Earth – One Amazing Day     | Narrator                    | BBC Documentary                                   |
| 2020 | Time to Hunt                | Joon-seok                   | Netflix                                           |
| 2020 | Collectors                  | Kang Dong-goo               |                                                   |
| 2021 | Unframed                    |                             | Sản xuất/Biên kịch/Đạo diễn Watcha original movie |
| 2021 | Floor                       | Kim Kang-ho                 | Naver VIBE Audio Movie                            |
| 2022 | Another Record: Lee Je-hoon | Lee Je-hoon                 | Seezn original movie                              |
| 2023 | Escape                      | Lim Gyu-nam                 |                                                   |

### Phim truyền hình
| Năm  | Tiêu đề                 | Vai diễn                          | Kênh truyền hình | Ghi chú - Ref      |
| ---- | ----------------------- | --------------------------------- | ---------------- | ------------------ |
| 2010 | Three Sisters           | Kim Eun-gook                      | SBS              |                    |
| 2012 | Fashion King            | Jeong Jae-hyuk                    | SBS              |                    |
| 2014 | Secret Door             | Lee Seon, later Crown Prince Sado | SBS              |                    |
| 2016 | Signal                  | Park Hae-young                    | tvN              |                    |
| 2017 | Tomorrow With You       | Yoo So-jun                        | tvN              |                    |
| 2018 | Where Stars Land        | Lee Soo-yeon                      | SBS              |                    |
| 2019 | DMZ – Prologue          | Người dẫn chuyện                  | JTBC             | Phim tài liệu      |
| 2020 | Hot Stove League        | Lee Je-hoon                       | SBS              | Khách mời - tập 16 |
| 2021 | Move to Heaven          | Sang-gu                           | SBS              |                    |
| 2021 | Taxi Driver             | Kim Do-gi                         | SBS              |                    |
| 2022 | One Dollar Lawyer       | Lee Je-hoon                       |                  | Khách mời - tập 6  |
| 2023 | Taxi Driver 2           | Kim Do-gi                         | SBS              |                    |
| 2023 | Big Bet 2               | Jang-jun                          | Disney+          | Khách mời          |
| 2023 | Chief Investigator 1963 | Park Young-han                    | MBC              | [ 24 ]             |

## Chương trình truyền hình
| Năm  | Thời gian     | Tên                                 | Kênh | Vai trò   | Ghi chú                                                               |
| ---- | ------------- | ----------------------------------- | ---- | --------- | --------------------------------------------------------------------- |
| 2015 | 11/06         | LOVE 챌린지                         | MBC  |           | - Danh sách video về chương trình                                     |
| 2016 | 05/05         | Happy Together                      | KBS  |           | Tập 447 - Với Kim Sung-Kyun, Moon Hee-kyung, Jung Eunji và Kim Namjoo |
| 2016 | 08/05         | Running Man                         | SBS  | Khách mời | Tập 298 - Với Kim Sung-Kyun và Go Ara                                 |
| 2016 | 09/05         | Please Take Care of My Refrigerator | JTBC |           | - Với Kim Sung-Kyun                                                   |
| 2016 | 27/08 - 15/09 | Infinite Challenge                  | MBC  |           | Tập 495 - 496                                                         |
|      | 2017          | Three Meals a Day Season 4          | tvN  |           | Tập 4 & 5                                                             |
|      | 2018          | 2018 SBS Drama Awards               | SBS  | MC        | Cùng Shin Dong-yup và Shin Hye-sun                                    |
|      | 2019          | Traveler                            | JTBC |           | Tham gia cùng Ryu Jun-yeol                                            |
|      | 2019          | 1919 - 2019, Memories               | MBC  |           | Tập 7 - Với Ahn Jung-geun                                             |
|      | 2020          | Running Man                         | SBS  | Khách mời | Tập 526 - Với Im Won-Hee                                              |
|      | 19/04/2023    | You Quiz On The Block               | TvN  | Khách mời | Tập 190                                                               |

## MV - Video ca nhạc
| Năm  | Tên Bài Hát                | Nghệ Sĩ                                                  |
| ---- | -------------------------- | -------------------------------------------------------- |
| 2011 | "I Had A Bad Day"          | OldFish3                                                 |
| 2012 | "I Choose to love you"     | HyoLyn                                                   |
| 2015 | "HOME"                     | Brown Eyed Soul                                          |
| 2019 | "With You"                 | Crush                                                    |
| 2020 | "For The Gone" - RECONNECT | Code Kunst, Simon Dominic, and Choi Jung-hoon of Jannabi |
| 2021 | "ONLY"                     | LeeHi                                                    |
| 2021 | "I'll Never Know You"      | Urban Zakapa                                             |

## Đĩa nhạc
| Năm  | Tên Bài Gát                       | Ghi chú                                            |
| ---- | --------------------------------- | -------------------------------------------------- |
| 2012 | "Love Like This"                  | Track from Fashion King OST                        |
| 2013 | "The Person That Makes You Happy" | Track from My Paparotti OST; Duet with Han Suk-kyu |

## Giải thưởng và đề cử
| Năm  | Lễ Trao Giải                                        | Hạng Mục                                                    | Tác Phẩm Đề Cử                     | Kết Quả   |
| ---- | --------------------------------------------------- | ----------------------------------------------------------- | ---------------------------------- | --------- |
| 2011 | 20th Buil Film Awards                               | Rookie of the Year Award                                    | The Front Line                     | Đoạt giải |
| 2011 | 20th Buil Film Awards                               | Best New Actor                                              | The Front Line                     | Đoạt giải |
| 2011 | 48th Grand Bell Awards                              | Best New Actor                                              | Bleak Night                        | Đoạt giải |
| 2011 | 48th Grand Bell Awards                              | Best New Actor                                              | The Front Line                     | Đề cử     |
| 2011 | 31st Korean Association of Film Critics Awards      | Best New Actor                                              | The Front Line                     | Đoạt giải |
| 2011 | Cine 21 Awards                                      | Best New Actor                                              | Bleak Night, The Front Line        | Đoạt giải |
| 2011 | 32nd Blue Dragon Film Awards                        | Best New Actor                                              | Bleak Night                        | Đoạt giải |
| 2011 | 19th Korean Culture and Entertainment Awards        | Best New Actor                                              | Bleak Night                        | Đoạt giải |
| 2012 | 3rd KOFRA Film Awards                               | Best New Actor                                              | Bleak Night                        | Đoạt giải |
| 2012 | 6th Asian Film Awards                               | Best Supporting Actor                                       | The Front Line                     | Đề cử     |
| 2012 | 48th Baeksang Arts Awards                           | Best New Actor (Film)                                       | Architecture 101                   | Đề cử     |
| 2012 | 6th Mnet 20's Choice Awards                         | 20's Male Movie Star                                        | Architecture 101                   | Đoạt giải |
| 2012 | 16th Puchon International Fantastic Film Festival   | Fantasia Award                                              | Architecture 101                   | Đoạt giải |
| 2014 | 10th Jecheon International Music & Film Festival    | Music Movie Actor Award                                     | My Paparotti                       | Đoạt giải |
| 2014 | CGV Arthouse Opening Ceremony                       | Plaque for Rising Star in Independent Film                  | Bleak Night                        | Đoạt giải |
| 2014 | SBS Drama Awards                                    | Top Excellence Award, Best Actor in a Full-length Drama     | Secret Door                        | Đoạt giải |
| 2014 | SBS Drama Awards                                    | Top 10 Stars                                                | Secret Door                        | Đoạt giải |
| 2016 | tvN10 Awards                                        | Best Actor                                                  | Signal                             | Đề cử     |
| 2016 | tvN10 Awards                                        | PD's Choice Award, Drama                                    | Signal                             | Đoạt giải |
| 2016 | 1st Asia Artist Awards                              | Best Celebrity Award, Actor                                 | Signal                             | Đề cử     |
| 2016 | Korea Film Actors Association                       | Popular Star Award                                          | Detective Hong Gil-Dong            | Đoạt giải |
| 2016 | CINE ICON: KT&G Actor/Actress Event                 | Icon of The Year                                            | Detective Hong Gil-Dong            | Đoạt giải |
| 2016 | KAFA 10th Anniversarry Award                        | Actor Special Merit Award                                   | Bleak Night                        | Đoạt giải |
| 2017 | 26th Buil Film Awards                               | Best Actor                                                  | Anarchist from Colony              | Đề cử     |
| 2017 | 54th Grand Bell Awards                              | Best Actor                                                  | Anarchist from Colony              | Đề cử     |
| 2017 | 5th BIFF with Marie Claire Asia Star Awards         | Asia Star Award                                             | Anarchist from Colony              | Đoạt giải |
| 2017 | 17th Korea World Youth Film Festival                | Favorite Film Actor                                         | Anarchist from Colony              | Đoạt giải |
| 2017 | 20th International Amnesty Press Awards             | Special Award                                               | I Can Speak                        | Đoạt giải |
| 2018 | 1st Resistance Film Festival in Korea               | Best Actor                                                  | Anarchist from Colony, I Can Speak | Đoạt giải |
| 2018 | 38th Golden Cinematography Film Festival            | Popularity Award for Male Chosen by Director of photography |                                    | Đoạt giải |
| 2018 | SBS Drama Award                                     | Best Actor (Mon-Tue Shift)                                  | Where Stars Land                   | Đoạt giải |
| 2021 | 3rd Asia Content Award                              | Best Actor Award                                            | Move to Heaven                     | Đoạt giải |
| 2021 | Asian Academy Creative Awards (AACA)                | Best Actor in A Leading Role                                | Move to Heaven                     | Đoạt giải |
| 2021 | 2021 Korea Popular Culture and Arts Awards Ceremony | Minister of Culture, Sports and Tourism’s Commendation      |                                    | Đoạt giải |
| 2021 | Kino Lights Awards                                  | Actor of The Year (Domestic)                                | Move to Heaven, Taxi Driver 1      | Đoạt giải |
| 2021 | SBS Drama Award                                     | Top Excellence Award                                        | Taxi Driver 1                      | Đoạt giải |

## Đại sứ
| Năm  | Tổ Chức                                         | Đại Sứ                          |
| ---- | ----------------------------------------------- | ------------------------------- |
| 2015 | Oxfam Korea - International Relief Organization | Korean Ambassador               |
| 2017 | Seoul Urban Architecture Biennale               | Honorary Ambassador             |
| 2019 | Incheon International Airport                   | Honorary Promotional Ambassador |
| 2019 | 53rd Taxpayer's Day - National Tax Service      | National Tax Service Ambassador |
| 2021 | Korean Crime Victim Supports Association        | Public Relations Ambassador     |